# Пака (глодар)
Пака (лат. Cuniculus paca) је врста глодара (Rodentia) из породице паке (Cuniculidae).

## Распрострањење
Ареал паке обухвата већи број држава. 
Врста је присутна у следећим државама: Аргентина, Мексико, Парагвај, Уругвај, Бразил, Венецуела, Колумбија, Перу, Еквадор, Боливија, Панама, Никарагва, Костарика, Гватемала, Хондурас, Салвадор, Белизе, Гвајана, Суринам, Тринидад и Тобаго, Француска Гвајана, Алжир (вештачки уведена) и Куба (вештачки уведена).

## Станиште
Станишта врсте су шуме и речни екосистеми.

## Угроженост
Ова врста је наведена као последња брига, јер има широко распрострањење и честа је врста.